# Генерал-полковник полиции (Россия)
Генерал-полковник полиции — специальное звание в органах госнаркоконтроля Российской Федерации (2003—2016) и второе по старшинству (выше — генерал полиции Российской Федерации) специальное звание в органах внутренних дел Российской Федерации (с 2011).

## Органы госнаркоконтроля
Установлено «Положением о правоохранительной службе в органах по контролю за оборотом наркотических средств и психотропных веществ», утверждённым указом Президента Российской Федерации от 5 июня 2003 г. № 613 «О правоохранительной службе в органах по контролю за оборотом наркотических средств и психотропных веществ» (упразднено указом Президента Российской Федерации от 8 мая 2018 г. № 208).
В соответствии с перечнем должностей высшего начальствующего состава в органах по контролю за оборотом наркотических средств и психотропных веществ и соответствующих этим должностям специальных званий, утверждённым указом Президента Российской Федерации от 5 августа 2008 г. № 1180 (в редакции на момент упразднения 31 мая 2016 Федеральной службы Российской Федерации по контролю за оборотом наркотиков) специальное звание генерал-полковника полиции могло быть присвоено:
- первому заместителю директора Федеральной службы Российской Федерации по контролю за оборотом наркотиков
- статс-секретарю — заместителю директора Федеральной службы Российской Федерации по контролю за оборотом наркотиков
- заместителю директора Федеральной службы Российской Федерации по контролю за оборотом наркотиков
- заместителю директора Федеральной службы Российской Федерации по контролю за оборотом наркотиков — руководителю аппарата Государственного антинаркотического комитета
- заместителю директора Федеральной службы Российской Федерации по контролю за оборотом наркотиков — руководителю Оперативно-разыскного департамента

Список генерал-полковников полиции:
1. Седов, Алексей Семенович (2004, также присвоено воинское звание генерал-полковник)
2. Зубрин, Владимир Викторович (2004)
3. Харичкин, Олег Николаевич (2006)
4. Аулов, Николай Николаевич (2011)
5. Кийко, Михаил Юрьевич (8 июня 2011)[5]
6. Каланда, Владимир Александрович (2 февраля 2013[6], также присвоено воинское звание генерал-полковник)
7. Сафонов, Олег Александрович (21 февраля 2014[7], также присвоено специальное звание генерал-полковник милиции)
8. Мальцев, Юрий Алексеевич (11 июня 2014)[8]

## Органы внутренних дел
Установлено Федеральным законом от 7 февраля 2011 г. № 3-ФЗ «О полиции» (вступил в силу с 1 марта 2011 г.).
В соответствии с перечнем должностей высшего начальствующего состава в органах внутренних дел Российской Федерации, в Федеральной миграционной службе, в Бюро по координации борьбы с организованной преступностью и иными опасными видами преступлений на территориях государств — участников Содружества Независимых Государств и соответствующих этим должностям специальных званий, утверждённым указом Президента Российской Федерации от 1 марта 2011 г. № 253 (в редакции на 2 апреля 2025 года), может быть присвоено:
- первому заместителю, первому заместителю — начальнику Службы по вопросам гражданства и регистрации иностранных граждан МВД России, статс-секретарю — заместителю и заместителям Министра внутренних дел Российской Федерации
- начальнику Главного управления Министерства внутренних дел Российской Федерации по Северо-Кавказскому федеральному округу.

На практике присваивается и другим должностным лицам МВД России.
Список генерал-полковников полиции:
1. Головкин, Николай Владимирович (14 апреля 2011)[11]
2. Гордиенко, Владимир Васильевич (19 апреля 2011)[12]
3. Овчинников, Николай Александрович (6 мая 2011)[13]
4. Новиков, Андрей Петрович (30 мая 2011)[14]
5. Суходольский, Михаил Игоревич (11 июня 2011)[15]
6. Кирьянов, Виктор Николаевич (11 июня 2011)[16]
7. Смирный, Александр Михайлович (11 июня 2011)[17]
8. Коков, Юрий Александрович (12 июня 2011)[18]
9. Ченчик, Сергей Михайлович (9 ноября 2011)
10. Ваничкин, Михаил Георгиевич (2013)[19]
11. Горовой, Александр Владимирович (12 июня 2013)[20]
12. Колокольцев, Владимир Александрович (12 июня 2013[20], 10 ноября 2015 присвоено высшее звание генерала полиции Российской Федерации[21])
13. Гостев, Аркадий Александрович (20 февраля 2016)[22]
14. Бачурин, Сергей Викторович (11 июня 2019)[23]
15. Шулика, Виталий Дмитриевич (18 февраля 2021)[24]
16. Алханов, Руслан Шахаевич (27 мая 2022)[25]
17. Храпов, Андрей Иванович (7 ноября 2022)[26]
18. Кравченко, Александр Николаевич (17 февраля 2023)[27]
19. Дикий, Алексей Александрович (21 февраля 2023)[28]
20. Кубышко, Владимир Леонидович (6 июня 2023)[29]
21. Кикоть, Андрей Владимирович (15 мая 2025)[30]